# Jean Bourgoin
Jean Serge Bourgoin (Parigi, 4 marzo 1913 – Parigi, 3 settembre 1991) è stato un direttore della fotografia francese.

## Riconoscimenti
- Oscar alla migliore fotografia
  - 1963: vincitore (con Walter Wottitz e Henri Persin) - Il giorno più lungo

- Golden Globe per la migliore fotografia
  - 1963: vincitore (con Walter Wottitz e Henri Persin) - Il giorno più lungo

## Filmografia parziale
- I misteri di Parigi (Les Mystères de Paris), regia di Félix Gandéra (1935)
- La vita è nostra (La vie est à nous), regia collettiva (1936)
- La casa degli incubi (Goupi Mains Rouges), regia di Jacques Becker (1943)
- Giustizia è fatta (Justice est faite), regia di André Cayatte (1950)
- Sedotta (Le Vrai Coupable), regia di Pierre Thévenard (1951)
- Siamo tutti assassini (Nous sommes tous des assassins), regia di André Cayatte (1952)
- Seguite quest'uomo (Suivez cet homme), regia di Georges Lampin (1953)
- Prima del diluvio (Avant le déluge), regia di André Cayatte (1954)
- Fascicolo nero (Le dossier noir), regia di André Cayatte (1955)
- Rapporto confidenziale (Mr. Arkadin), regia di Orson Welles (1955)
- Mio zio (Mon oncle), regia di Jacques Tati (1958)
- I giorni dell'amore (Goha), regia di Jacques Baratier (1958)
- Orfeo negro (Orfeu negro), regia di Marcel Camus (1959)
- Le tre "eccetera" del colonnello, regia di Claude Boissol (1960)
- Il giorno più lungo (The Longest Day), regia di Ken Annakin, Andrew Marton e Bernhard Wicki (1962)
- Gigò, regia di Gene Kelly (1962)
- La furia degli uomini (Germinal), regia di Yves Allégret (1963)
- Chagall, regia di Simon Schiffrin - cortometraggio (1964)
- Di sabato mai! (Pas question le samedi), regia di Alex Joffé (1965)
- Avec Claude Monet, regia di Dominique Delouche - cortometraggio (1966)
- Il cadavere dagli artigli d'acciaio (Qui?), regia di Leonard Keigel (1970)